# SummerSlam (2023)
SummerSlam (2023), também promovido como SummerSlam: Detroit, foi o 36º evento anual de luta profissional pay-per-view (PPV) SummerSlam e evento de transmissão ao vivo produzido pela WWE. Foi realizado para lutadores das divisões de marca Raw e SmackDown da promoção. O evento aconteceu no sábado, 5 de agosto de 2023, no Ford Field em Detroit, Michigan, retornando o evento ao seu horário tradicional de agosto, após o evento do ano anterior ter sido realizado em julho. Este também foi o primeiro SummerSlam a ser transmitido ao vivo no Binge na Austrália. Isso também marca o primeiro evento da WWE a ser realizado no Ford Field desde a WrestleMania 23 em abril de 2007, e o primeiro SummerSlam a ser realizado em Michigan desde o evento de 1993.

## Produção

### Introdução
SummerSlam é um evento anual de luta profissional tradicionalmente realizado em agosto pela WWE desde 1988. Apelidado de "A Maior Festa do Verão", é um dos cinco maiores eventos da promoção do ano, junto com WrestleMania, Royal Rumble, Survivor Series e Money in the Bank, conhecidos como os "Cinco Grandes". Dos cinco, é considerado o segundo maior evento do ano da WWE atrás da WrestleMania. 

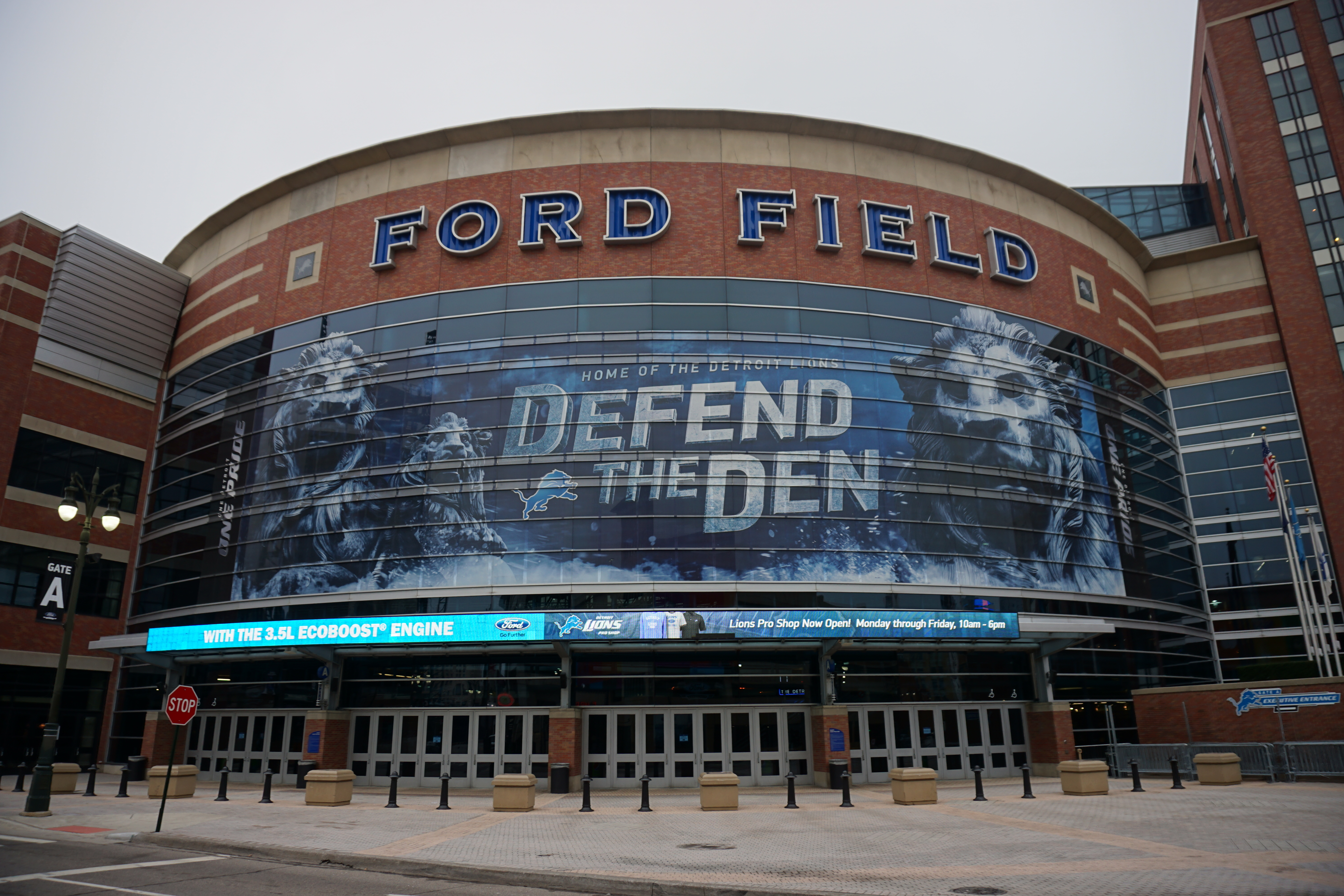
O evento foi realizado no Ford Field em Detroit, Michigan.

Anunciado em 7 de fevereiro de 2023, o 36º SummerSlam aconteceu no sábado, 5 de agosto de 2023, no Ford Field em Detroit, Michigan, retornando o SummerSlam ao seu horário tradicional de agosto, depois que o ano anterior foi realizado em julho. Isso também marcou o primeiro evento da WWE a ser realizado no Ford Field desde a WrestleMania 23 em abril de 2007. O evento contou com lutadores das divisões de marca Raw e SmackDown e, além de ser transmitido em pay-per-view em todo o mundo e nos serviços de transmissão ao vivo Peacock nos Estados Unidos e na WWE Network na maioria dos mercados internacionais, também foi o primeiro SummerSlam a transmitir ao vivo no Binge na Austrália depois que a versão australiana da WWE Network se fundiu com o canal Binge da Foxtel em janeiro. Os ingressos começaram a ser vendidos em 14 de abril. A pré-venda começou no dia anterior, com cerca de 25.000 a 30.000 ingressos vendidos.
Desde janeiro de 2023, houve especulações de que a WWE havia sido colocada à venda. Horas antes do início da Noite 2 da WrestleMania 39, a CNBC informou por meio de várias fontes que um acordo entre a WWE e a Endeavor, empresa controladora do Ultimate Fighting Championship (UFC) via Zuffa, era iminente. O acordo envolveu uma fusão da WWE com o UFC em uma nova empresa de capital aberto, com a Endeavor detendo uma participação de 51%. A venda foi confirmada no dia seguinte, 3 de abril de 2023, com a fusão a ser finalizada até o segundo semestre do ano.

### Rivalidades
O evento incluiu combates que resultam de enredos roteirizados, onde os lutadores interpretam heróis, vilões ou personagens menos distinguíveis em eventos roteirizados que criam tensão e culminam em uma luta livre ou uma série de lutas. Os resultados são predeterminados pelos escritores da WWE nas marcas Raw e SmackDown, enquanto as histórias são produzidas nos programas de televisão semanais da WWE, Monday Night Raw e Friday Night SmackDown.
No Raw após a WrestleMania 39, Brock Lesnar atacou violentamente Cody Rhodes antes de ambos participarem de uma luta de duplas. Isso resultou em uma luta no Backlash que Rhodes venceu. Uma revanche ocorreu no Night of Champions, que Lesnar venceu fazendo Rhodes desmaiar para a finalização Kimura Lock. No episódio seguinte do Raw, com eles empatados em 1–1 e o fato de Rhodes não ter desistido, Rhodes lançou um desafio aberto para Lesnar a qualquer hora, em qualquer lugar. Lesnar voltou no episódio de 3 de julho, onde brigou com Rhodes. Na semana seguinte, Rhodes desafiou Lesnar para uma terceira luta no SummerSlam. Depois de atacar Rhodes violentamente no episódio seguinte, Lesnar aceitou o desafio.
No Money in the Bank, Seth "Freakin" Rollins defendeu com sucesso o Campeonato Mundial de Pesos Pesados contra Finn Bálor depois que o colega de stable de Bálor do Judgment Day, Damian Priest, que havia vencido a luta masculina Money in the Bank no início daquela noite, acidentalmente o distraiu. No episódio seguinte do Raw, em uma luta entre Rollins e "Dirty" Dominik Mysterio do Judgment Day, Priest interferiu, com Rollins vencendo a luta por desqualificação. Priest então tentou sacar seu contrato Money in the Bank, mas Bálor apareceu e atacou Rollins, custando a Priest sua oportunidade, o que causou algum desentendimento entre Bálor e Priest. Na semana seguinte, as discussões entre Bálor e Priest continuaram, mas depois os dois concordaram que Bálor deveria receber uma disputa pelo título primeiro. Mais tarde naquele episódio, Judgment Day derrotou a equipe de Rollins em uma luta de trios. No episódio de 17 de julho, Bálor desafiou Rollins para uma revanche pelo campeonato, mas Rollins recusou, afirmando que eles poderiam resolver suas diferenças naquela noite sem o título. Quando Bálor estava prestes a partir, ele atacou cruelmente Rollins. Mais tarde, uma luta entre os dois pelo Campeonato Mundial dos Pesos Pesados foi agendada para o SummerSlam.
No Night of Champions, Asuka derrotou Bianca Belair para ganhar o Campeonato Feminino do Raw. No episódio de 9 de junho do SmackDown, para resolver a questão do título estar no SmackDown como resultado do Draft da WWE de 2023, Asuka foi presenteada com um novo cinturão de campeonato e o título voltou ao seu nome original de Campeonato Feminino da WWE. Antes da apresentação, o oficial da WWE Adam Pearce pediu a Belair que não interrompesse, afirmando que ela estava na fila para uma revanche. No entanto, Charlotte Flair, em sua primeira aparição desde a Noite 1 da WrestleMania 39, interrompeu e desafiou Asuka pelo título. Asuka aceitou, para desespero de Belair. A luta pelo título estava marcada para o episódio de 30 de junho. Belair observou uma fã do lado do ringue, onde Flair acidentalmente a acertou. Isso enfureceu Belair, que atacou Asuka, encerrando a partida com uma vitória por desqualificação para Asuka. Depois, Belair destruiu Asuka e Flair. No episódio seguinte, ocorreu uma briga entre as três, que também envolveu Damage CTRL (Bayley e vencedora do Money in the Bank feminino Iyo Sky), com uma tentativa malsucedida de saque da Sky. Uma luta pelo título entre Asuka e Belair foi agendada para o episódio de 14 de julho. Antes da partida, Belair e Flair concordaram que se Belair vencesse, ela defenderia o título contra Flair no SummerSlam. Durante a luta, no entanto, Flair acidentalmente atingiu Belair depois que Bayley e Sky mais uma vez tentaram interferir. Como resultado das ações de Flair, Belair venceu a partida por desqualificação, mas não o título. Em 21 de julho, uma luta de trios entre Asuka, Belair e Flair pelo Campeonato Feminino da WWE foi agendada para o SummerSlam.
No Night of Champions durante a luta de The Bloodline (Roman Reigns e Solo Sikoa) pelo Campeonato Indiscutível de Duplas da WWE, os Usos (Jey Uso e Jimmy Uso) interferiram e acertaram Sikoa sem querer. Depois que Reigns empurrou os dois Usos, Jimmy atacou Reigns com raiva reprimida após semanas de desrespeito de Reigns, deixando o Bloodline, que por sua vez custou a Reigns e Sikoa o campeonato. Jey também deixaria The Bloodline no episódio de 16 de junho do SmackDown, onde atacou Reigns e Sikoa, optando por ficar ao lado de seu irmão Jimmy. Isso levou a uma luta de duplas "Bloodline Civil War" no Money in the Bank, onde The Usos derrotou Reigns e Sikoa com Jey imobilizando Reigns, que foi a primeira vez que Reigns foi imobilizado desde TLC: Tables, Ladders & Chairs em dezembro de 2019. No SmackDown seguinte, foi realizado um julgamento para Reigns. Reigns fingiu não querer mais ser o Chefe da Tribo e acertou Jey com um golpe baixo. Jimmy então atacou Reigns até que Sikoa o jogou fora e o atacou brutalmente, resultando em Jimmy sendo levado para um hospital. Mais tarde naquela noite, Jey atacou ferozmente Reigns e Sikoa com uma cadeira de aço antes de desafiar Reigns pelo Campeonato Indiscutível Universal da WWE. Na semana seguinte, Jey falou sobre o relacionamento de sua família antes de ser interrompido por Sikoa e o conselheiro especial de Reigns, Paul Heyman, que disse que Reigns se encontraria com Jey na semana seguinte para discutir as "regras de noivado". Lá, foi decidido que Reigns defenderia o Campeonato Indiscutível Universal da WWE contra Jey em uma luta vale-tudo chamada Combate Tribal, onde além do campeonato, o vencedor seria reconhecido como o Chefeda Tribo da família Anoa'i. Isso remonta aos primeiros dias do reinado do Campeonato Universal de Reigns, onde ele derrotou Jey em uma luta Hell in a Cell "I Quit" em outubro de 2020. e forçou Jey a reconhecê-lo como o "Head of the Table" (Cabeça da Mesa).
No Royal Rumble em janeiro, Logan Paul e Ricochet participaram da luta masculina Royal Rumble. Durante a partida, ambos se envolveram em um ponto alto no qual executaram cordas de trampolim simultâneas um no outro de lados opostos do ringue e colidiram no ar, o que se tornou viral nas redes sociais. Depois de vários meses, os problemas entre eles recomeçaram depois que Paul foi adicionado à partida masculina Money in the Bank no Money in the Bank sem se qualificar como os outros participantes, incluindo Ricochet. Durante a partida, os dois se enfrentariam novamente, onde Ricochet executou um trampolim espanhol em Paul através de duas mesas fora do ringue, eliminando ambos pelo restante da luta. Mais tarde nos bastidores, Paul atacou Ricochet por custar-lhe uma oportunidade de título. Ricochet então convidou Paul para encontrá-lo cara a cara no Raw de 10 de julho, onde ele desafiou Paul para uma luta, mas Paul negou. Paul mais uma vez aceitou o convite de Ricochet para encontrá-lo no episódio de 24 de julho, onde Paul atacou Ricochet por trás e então aceitou seu desafio para uma luta no SummerSlam.
Na Noite 2 da WrestleMania 39, Gunther defendeu com sucesso o Campeonato Intercontinental em uma luta de trios que também envolveu Drew McIntyre, que foi imobilizado. Depois que Gunther defendeu com sucesso seu campeonato no Money in the Bank, McIntyre fez um retorno surpresa. Uma briga começou entre os dois homens, com McIntyre de pé com o título. McIntyre continuou a rivalizar com Imperium (Gunther, Ludwig Kaiser e Giovanni Vinci) nas semanas seguintes, incluindo a derrota de Kaiser e Vinci em uma luta de duplas no Raw de 10 de julho. No próximo episódio após a luta de Gunther, ele chamou McIntyre, com um cara a cara entre os dois sendo agendado para o próximo episódio. Lá, McIntyre desafiou Gunther para uma luta por seu campeonato naquela noite, no entanto, Gunther recusou, mas disse que iria defendê-lo contra McIntyre no SummerSlam.
No Money in the Bank, Ronda Rousey e Shayna Baszler perderam o WWE Women's Tag Team Championship depois que Baszler atacou Rousey. No episódio seguinte de Raw, Rousey chamou Baszler, que disse que ela era responsável por trazer Rousey para a WWE, e enquanto ela tinha que trabalhar seu caminho através do sistema WWE, começando em NXT, Rousey pulou o processo e fez sua luta de estreia no WrestleMania 34. Baszler então disse que foi ela quem finalmente conseguiu calá-la, e então eles brigaram um com o outro. Eles mais uma vez brigaram na semana seguinte, e no episódio de 17 de julho, Baszler desafiou Rousey a vir ao ringue, porém, ela recusou e disse que lutaria com ela no SummerSlam. Na semana seguinte, ambos concordaram em lutar no SummerSlam, o que foi posteriormente confirmado. No Raw final antes do SummerSlam, foi anunciado que a luta seria Mixed Martial Arts (MMA) Rules.
No episódio de 28 de julho do SmackDown, foi anunciado que em uma promoção cruzada com Slim Jim, um SummerSlam Battle Royal aconteceria no evento e contaria com lutadores masculinos do Raw e do SmackDown. Após uma discussão entre Sheamus e LA Knight, o oficial da WWE, Adam Pearce, nomeou os dois como os primeiros participantes.

## Evento
| Função:                 | Nome:                 |
| ----------------------- | --------------------- |
| Comentaristas ingleses  | Michael Cole          |
| Comentaristas ingleses  | Corey Graves          |
| Comentaristas espanhóis | Marcelo Rodriguez     |
| Comentaristas espanhóis | Jerry Soto            |
| Anunciador de ringue    | Mike Rome (SmackDown) |
| Anunciador de ringue    | Samantha Irvin (Raw)  |
| Árbitros                | Danilo Anfibio        |
| Árbitros                | Jason Ayers           |
| Árbitros                | Shawn Bennett         |
| Árbitros                | Jessika Carr          |
| Árbitros                | Dan Engler            |
| Árbitros                | Daphne Lashaunn       |
| Árbitros                | Eddie Orengo          |
| Árbitros                | Chad Patton           |
| Árbitros                | Rod Zapata            |
| Entrevistador           | Cathy Kelley          |
| Painel pré-show         | Kayla Braxton         |
| Painel pré-show         | Jackie Redmond        |
| Painel pré-show         | Peter Rosenberg       |
| Painel pré-show         | Booker T              |
| Painel pré-show         | Wade Barrett          |

## Recepção
Durante a coletiva de imprensa pós-evento SummerSlam, o executivo da WWE Triple H revelou que o evento de 2023 foi o evento SummerSlam de maior bilheteria de todos os tempos, bem como o evento de maior bilheteria fora da WrestleMania. A WWE também relatou uma participação de 59.194. Este número foi contestado, com um comparecimento real relatado de 51.477. Apesar da disputa, isso o torna o segundo maior público da história do SummerSlam, depois do evento de 1992, que teve um público relatado de 80.355 (embora seu público real tenha sido de 78.927, mas ainda o maior).

## Resultados
| Nº                                          | Resultados                                           | Estipulações                                                                                    | Tempo |
| ------------------------------------------- | ---------------------------------------------------- | ----------------------------------------------------------------------------------------------- | ----- |
| 1                                           | Logan Paul derrotou Ricochet                         | Luta individual                                                                                 | 18:00 |
| 2                                           | Cody Rhodes derrotou Brock Lesnar                    | Luta individual                                                                                 | 17:35 |
| 3                                           | LA Knight venceu por último eliminando Sheamus       | 25-homens Battle royal                                                                          | 11:55 |
| 4                                           | Shayna Baszler derrotou Ronda Rousey                 | Luta de regras do MMA                                                                           | 7:30  |
| 5                                           | Gunther (c) derrotou Drew McIntyre                   | Luta individual pelo Campeonato Intercontinental da WWE                                         | 13:40 |
| 6                                           | Seth "Freakin" Rollins (c) derrotou Finn Bálor       | Luta individual pelo Campeonato Mundial de Pesos Pesados                                        | 18:30 |
| 7                                           | Bianca Belair derrotou Asuka (c) vs. Charlotte Flair | Luta de trios pelo Campeonato Feminino da WWE                                                   | 20:45 |
| 8                                           | Iyo Sky (com Bayley) derrotou Bianca Belair (c)      | Luta individual pelo Campeonato Feminino da WWE Sky descontou o contrato do Money in the Bank   | 0:08  |
| 9                                           | Roman Reigns (c) (com Paul Heyman) derrotou Jey Uso  | Combate Tribal pelo Campeonato Indiscutível Universal da WWE e reconhecimento como Chefe Tribal | 36:05 |
| (c) – Refere-se aos campeões antes da luta. |                                                      |                                                                                                 |       |

1. ↑  Ordem de eliminação: Apollo Crews, JD McDonagh, Rick Boogs, Otis, Ivar, Erik, Shinsuke Nakamura, Tommaso Ciampa, Cameron Grimes, Austin Theory, Santos Escobar, Giovanni Vinci, Ludwig Kaiser, Ridge Holland, Butch, Matt Riddle , Omos, The Miz, Grayson Waller, Karrion Kross, Chad Gable, Bronson Reed, AJ Styles e Sheamus.